# Medway Creek
Medway Creek är ett vattendrag i Kanada.   Det ligger i provinsen Ontario, i den sydöstra delen av landet, 500 km sydväst om huvudstaden Ottawa.
Runt Medway Creek är det i huvudsak tätbebyggt. Runt Medway Creek är det tätbefolkat, med 819 invånare per kvadratkilometer.